# یواس‌اس هارلن کاونتی (ال‌اس‌تی-۱۱۹۶)
یواس‌اس هارلن کاونتی (ال‌اس‌تی-۱۱۹۶) (به انگلیسی: USS Harlan County (LST-1196)) یک کشتی بود که طول آن ۵۲۲ فوت (۱۵۹ متر) بود. این کشتی در سال ۱۹۷۱ ساخته شد.